# Лілла Барзо
Лілла Барзо (угор. Lilla Barzó; нар. 2 вересня 1996) — колишня угорська тенісистка.
Найвищу одиночну позицію світового рейтингу — 435 місце досягла 26 жовтня 2015, парну — 704 місце — 13 квітня 2015 року.
Здобула 3 одиночні титули туру ITF.

## Фінали ITF

### Одиночний розряд: 5 (3–2)
| Результат | Ранг | Дата           | Турнір                       | Покриття | Суперниця            | Рахунок       |
| --------- | ---- | -------------- | ---------------------------- | -------- | -------------------- | ------------- |
| Перемога  | 1.   | 27 жовтня 2014 | ITF Перейра, Колумбія        | Ґрунт    | Андреа Коч Бенвенуто | 6–4, 6–2      |
| Перемога  | 2.   | 8 червня 2015  | ITF Антананаріву, Мадагаскар | Ґрунт    | Джеда Деніел         | 7–5, 6–2      |
| Поразка   | 1.   | 29 червня 2015 | ITF Прокуплє, Сербія         | Ґрунт    | Александра Нанкерроу | 1–6, 6–3, 1–6 |
| Перемога  | 3.   | 20 липня 2015  | ITF Тампере, Фінляндія       | Ґрунт    | Карен Барріца        | 6–2, 6–4      |
| Поразка   | 2.   | 12 жовтня 2015 | ITF Пула, Італія             | Ґрунт    | Ванда Лукач          | 6–4, 5–7, 3–6 |

### Парний розряд: 2 (0–2)
| Результат | Ранг | Дата            | Турнір                 | Покриття | Партнерка   | Суперниці                           | Рахунок     |
| --------- | ---- | --------------- | ---------------------- | -------- | ----------- | ----------------------------------- | ----------- |
| Поразка   | 1.   | 18 серпня 2014  | ITF Вінковці, Хорватія | Ґрунт    | Агнеш Букта | Яна Фетт Адріяна Лекай              | 3–6, 5–7    |
| Поразка   | 2.   | 30 березня 2015 | ITF Пула, Італія       | Ґрунт    | Ірина Бара  | Клаудія Джовіне Кімберлі Циммерманн | 6–7(4), 3–6 |